# Síntesis de indoles de Bischler-Möhlau
La Síntesis de indoles de Bischler-Möhlau indol es un método de síntesis orgánica en el que se forma un 2-aril-indol a partir de la α-bromo-acetofenona y una anilina en exceso., la reacción para 2-arilindol se divide en tres partes la intermediario de gamma-arilamina, la formación del bromhidrato de arilamina y después la ciclación de Bischler‐Möhlau, donde el mecanismo se da primero cuando arilamina (anilina) es puesta en reacción con una 2-bromoarilcetona con hidrógenos enolizables (2-bromoacetofenona) en medio etanolico para promover una sustitución nucleofilica que el grupo saliente forma ácido bromhídrico que interacciona con bicarbonato de sodio para neutralizar el medio y formar ácido carbónico que se descompone para formar dióxido de carbono y agua, la segunda parte es la formación de bromhidrato de arilamina donde es una reacción ácido base con ácido bromhídrico donde el par de electrones de la arilamina (anilina) toma el protón del ácido bromhídrico para formar el bromhidrato de arilamina (bromhidrato de anilonio).[cita requerida]

## Síntesis de cetogamma-arilamina
Colocar cantidades equimolares de anilina y 2-bromoacetofenona en un matraz balón, adicionar etanol y bicarbonato de sodio, poner a reflujo por cuatro horas (temperatura alta 180 °C) en el matraz sacar la mezcla de productos del matraz y colocarlo en un vaso de precipitado con agua fría, filtrar y del sólido filtrado, recristalizar en etanol o benceno, lavar con etanol frío, almacenar una pequeña cantidad para realizar estándar de cromatografía, utilizar esta molécula para el paso 3.[cita requerida]
Punto de fusión 88 °C, sólido anaranjado, Rendimiento de reacción 60-85%, Soluble en acetato de etilo.

## Síntesis de bromhidrato de anilonío
Colocar en un matraz cantidades equimolares de anilina y ácido bromhídrico en campana de extracción, posteriormente colocar máscara de gas y calentar a 80 °C por 15 minutos el matraz de reacción, enfriar, adicionar acetato de etilo al matraz, sacar la mezcla de reacción en un vaso de precipitado, para posteriormente filtrar al vacío, donde se tomará el sólido filtrado, se lavará con acetato de etilo, secar y almacenar en frasco, rotular. Tomar una pequeña cantidad para realizar estándar para cromatografía.[cita requerida]
Sólido blanco. Punto de fusión 183 °C. Soluble en agua.

## Ciclacion de Bischler‐Möhlau
Colocar cantidares de relación mol, 1 mol de cetogamma-arilamina, 2 mol de anilina y 0.5 moles de bromhidrato de anilonio en un matraz balón rápidamente calentar y llegar de 200 a 250 °C, por 10 minutos, enfriar la mezcla de reacción, adicionar la mezcla reacción a un vaso de precipitados adicionar al mismo con una solución de ácido clorhídrico al 10%, utilizar la mínima cantidad solo para solubilizar al bromhidrato de anilonio, filtrar al vacío, lavar con agua fría, secar y almacenar. Realizar estándar para cromatografía en capa fina. Sólido verde claro, Punto de fusión 93 °C, Soluble en acetato de etilo. Presenta florescencia en presencia de luz ultravioleta de longitud larga.[cita requerida]

### Sugerencias
- Colocar la cantidad equimolar de bicarbonato de sodio con el 2-bromoacetofenona.
- Realizar la transferencia rápida del producto de reacción para evitar la pérdida de producto.
- La 2-bromoacetofenona es lacrimógeno tener precaucion.
- La anilina se oxida rápidamente, utilizar aninlina previamente destilada.
- La reactividad de las moléculas tienen productos sin evaluación farmacológica, por ende tener mucho cuidado al manipular la reacción, utilizar guantes de nitrilo, máscara de gas, bata limpia.
- El ácido bromhídrico es muy irritante, tener mucha precaución en el manejo de este reactivo.
- Para las preparaciones de los estándares utilizar acetato de etilo para las moléculas no polares (no con 2-bromoacetofenona) y etanol para las sales de anilina (como igualmente 2-bromoacetofenona).

## Registro de difusión de información para fines didácticos NO. 2323847NM0
A pesar de su larga historia, esta reacción clásica ha recibido relativamente poca atención en comparación con otros métodos para la síntesis de indol, tal vez debido a las condiciones severas de reacción que requiere. Recientemente, métodos más suaves se han desarrollado, incluyendo el uso de bromuro de litio como un catalizador y un procedimiento mejorado que implica el uso de la irradiación de microondas.

### Mecanismo de reacción
Los dos primeros pasos implican la reacción de la α-bromo-acetofenona con dos moléculas de la anilina (Una por SN2 y la otra para obtener la N-fenilcetimina) para formar el intermediario 4. El catión anilinio forma un grupo saliente para el ataque electrofílico del otro anillo aromático para formar el intermediario 5, que rápidamente se aromatiza y tautomeriza para dar el indol deseado (7).[cita requerida]